# 19 октября
19 октября — 292-й день года (293-й в високосные годы) по григорианскому календарю.
До конца года остаётся 73 дня.
До 15 октября 1582 года — 19 октября по юлианскому календарю, с 15 октября 1582 года — 19 октября по григорианскому календарю.
В XX и XXI веках соответствует 6 октября по юлианскому календарю.

## Праздники и памятные дни

### Национальные
- Россия — Всероссийский день лицеиста[2][3].
- Албания — День беатификации матери Терезы.
- Ниуэ — День Конституции Ниуэ.

### Профессиональные
- Армения — День ракетно-артиллерийских войск.
- Молдова — День юриста.

### Религиозные
Православие:
- память апостола Фомы (I век);
- память священномученика Иоанна Рыбина, пресвитера (1937 год).

Католицизм:
- день памяти Аквилинa из Эврё[5]
- день памяти Ежи Попелушко

## События

### До XIX века
- 202 до н. э. — сражение при Заме — последнее сражение Второй Пунической войны, закончившееся поражением армии Ганнибала.
- 1453 — Столетняя война: капитуляция англичан в Бордо, окончание войны
- 1466 — заключён Торуньский мир между Тевтонским орденом и Польским королевством.
- 1469 — брак между Фердинандом Арагонским и Изабеллой Кастильской, что привело затем к объединению Арагона и Кастилии в единое королевство Испании
- 1512 — Мартин Лютер стал доктором теологии
- 1653 — посольство русского царя во главе с боярином Василием Бутурлиным отправилось в Переяславль для принятия присяги от запорожских казаков.
- 1781 — Война за независимость США: победой американцев завершилась осада Йорктауна.
- 1789 — Джон Джей избран первым председателем Верховного суда США.

### XIX век
- 1811 — открыт Императорский Царскосельский лицей.
- 1812 — Наполеон вместе с французской армией покидает Москву.
- 1818 — генерал Эндрю Джексон и индейцы чикасо подписали Тускалусский договор.
- 1845
  - В большом конференц-зале Петербургской Академии наук под председательством вице-адмирала Фёдора Петровича Литке состоялось первое собрание Русского географического общества, учреждённого в августе.
  - В Королевском саксонском придворном театре в Дрездене состоялась мировая премьера оперы Рихарда Вагнера «Тангейзер», где роль «Элизабет» сыграла его племянница Иоганна Яхманн-Вагнер[6].
- 1860 — во Флоренции основана первая компания по производству двигателей внутреннего сгорания.
- 1864
  - Гражданская война в США: сражение при Седар-Крик.
  - Гражданская война в США: агенты конфедератов в Канаде ограбили три банка в Сент-Олбансе.
- 1867 — Николаю Телешову выдан во Франции патент на проект самолёта с пульсирующим двигателем. Это был один из первых в мире проектов реактивного самолёта.
- 1875 — в докладе на заседании физического общества при Петербургском университете Дмитрий Менделеев выдвинул идею аэростата с герметичной гондолой для исследования высотных слоёв атмосферы.
- 1878 — немецкий рейхстаг принял исключительный закон против социалистов.

### XX век
- 1901 — бразилец Альберто Сантос-Дюмон облетел на 33-метровом дирижабле Эйфелеву башню, продемонстрировав управляемый полёт на аппарате легче воздуха, и завоевав первый приз в 100 тысяч франков.
- 1917 — в Чигирине съезд украинского Вольного казачества провозгласил генерала Павла Скоропадского своим гетманом.
- 1918
  - Образована Трудовая коммуна немцев Поволжья, через 5 лет ставшая Автономной республикой немцев Поволжья и ликвидированная в 1941 году
  - Образована Западно-Украинская народная республика (просуществовала всего несколько месяцев).
- 1919 — в газете «Правда», в отделе «Страничка красноармейца», напечатано письмо с фронта «Прозрели!» за подписью заведующего политическим отделом Туркестанского фронта Д. Фурманова. Вся страна впервые узнала имя будущего автора «Чапаева».
- 1921 — 19 и 26 октября в Петрограде в Доме искусств состоялись вечера «Серапионовых братьев».
- 1941 — в Москве введено осадное положение для подавления паники, анархии, мародёрства и массового дезертирства и восстановления общественного порядка.
- 1943 — американский студент-микробиолог Альберт Шац (англ. Albert Schatz (scientist)), работавший под началом Зельмана Ваксмана, выделил антибиотик стрептомицин — первый препарат, принёсший положительный эффект при лечении туберкулёза[7].
- 1944 — дебют Марлона Брандо на сцене Бродвея.
- 1954 — первое восхождение на Чо-Ойю, совершенное членами австрийской экспедиции Хербертом Тихи, Йозефом Йёхлером и шерпой Пасанг Дава Ламой.
- 1956
  - СССР и Япония приняли Совместную декларацию, которая прекращала состояние войны и восстанавливала дипломатические отношения между двумя странами, а также фиксировала согласие СССР на передачу Японии после заключения мирного договора островов Хабомаи и Шикотан[8] (договор так и не был подписан).
  - В ходе визита в Варшаву руководство КПСС признало особый «польский путь к социализму».
- 1957 — правительство ФРГ разрывает дипломатические отношения с Югославией в связи с установлением дипломатических отношений между ФНРЮ и ГДР.
- 1960 — начало экономической блокады Кубы — правительство США ввело эмбарго на торговлю с Кубой.
- 1961 — на съезде КПСС Китай публично осудил политику СССР в отношении Албании.
- 1964 — катастрофа Ил-18 под Белградом.
- 1973 — в Барнауле открылось троллейбусное сообщение.
- 1984 — в Польше убит популярный в народе католический проповедник Ежи Попелюшко (Jerzy Popiełuszko) (за убийство были осуждены агенты госбезопасности ПНР).
- 1986
  - Первый митинг в Ленинграде на Владимирской площади против сноса дома № 1 по Загородному проспекту — «дома Дельвига». Начало градозащитного движения в Санкт-Петербурге.
  - Катастрофа Ту-134 в Драконовых горах. Погибли 34 человека, включая Самора Машелу — президента Мозамбика.
- 1987 — чёрный понедельник — биржевой крах 1987 года.
- 1988 — первый полёт многоцелевого вертолёта Ка-126, Г. С. Исаев.
- 1999
  - День образования ОАО «Туполев», в числе акционеров наряду с государством — ОАО «АНТК им. Туполева» и ОАО «Авиастар».
  - Принято решение о строительстве второго тоннеля под Ла-Маншем. Он будет предназначен исключительно для автомобильного транспорта.
- 2000
  - Неизвестный меценат подарил Франции ценную коллекцию из 109 произведений искусства, в числе которых картины, рисунки, пастели и скульптуры XVIII, XIX и XX веков. Для Франции это одно из крупнейших пожертвований века.
  - В Нью-Йорке открылся филиал знаменитого музея Мадам Тюссо. Отделка музея стоила его создателям 50 миллионов долларов. Новая экспозиция составлена из 200 восковых фигур.

### XXI век
- 2002
  - Жители Ирландии на референдуме проголосовали за вступление в Европейский союз 10 стран. Таким образом, ни одно из государств Евросоюза не воспользовалось правом вето на расширение ЕС. По предварительным данным, в Ирландии «за» высказались 60 % избирателей.
  - Восьмая решающая партия между россиянином Владимиром Крамником и компьютерной программой «Deep Fritz», проходившая в Манаме, Бахрейн, на 21 ходу завершилась вничью. Таким образом, ничьей завершился и сам матч.
  - В Туркменистане отметили годовщину принятия священной книги туркменского народа «Рухнама» («Сказание о духе»), которая была написана президентом Сапармуратом Ниязовым.
- 2011 — Александр Йи и Сигэру Кондо рассчитали значение числа «Пи» с точностью в 10 трлн цифр после запятой[9][10].

## Родились

### До XIX века
- 1433 — Марсилио Фичино (ум. 1499), итальянский гуманист, философ и астролог, основатель и глава флорентийской Платоновской академии.
- 1721 — Жозеф де Гинь (ум. 1800), французский востоковед, хранитель древностей в Лувре.
- 1766 — Тадеуш Антоний Мостовский (ум. 1842), польский писатель, журналист, политик, издатель.
- 1767 — Анри-Франсуа Ризенер (ум. 1828), французский живописец немецкого происхождения, дядя художника Э. Делакруа.

### XIX век
- 1821 — Фрэнсис Грегори (ум. 1888), английский и австралийский топограф, исследователь Западной Австралии.
- 1823 — Платон Павлов (ум. 1895), русский историк и общественный деятель.
- 1828 — Авраам Хирш (ум. 1913), французский архитектор, директор Лионской академии художеств, главный архитектор Лиона.
- 1839 — Элмон Браун Строуджер (ум. 1902), американский бизнесмен, запатентовавший первую в мире автоматическую телефонную станцию (АТС).
- 1849 — Севастьян Танатар (ум. 1917), российский химик.
- 1854 — Сергей Васильковский (ум. 1917), русский и украинский живописец.
- 1862 — Огюст Люмьер (ум. 1954), один из родоначальников кинематографа, основатель французской киноиндустрии и кинорежиссуры.
- 1867 — Николай Лохвицкий (ум. 1933), русский военный деятель, участник белого движения в Сибири.
- 1880 — Илиодор (в миру Сергей Труфанов; ум. 1952), русский духовный деятель, иеромонах-расстрига, политик, авантюрист.
- 1881 — Михаил Дроздовский (ум. 1919), русский военачальник, белый генерал, начальник дивизии в Добровольческой армии.
- 1882 — Умберто Боччони (ум. 1916), итальянский художник, скульптор и теоретик футуризма.
- 1897 — Владо Черноземски (ум. 1934), болгарский революционер, член ВМРО.
- 1899 — Мигель Анхель Астуриас (ум. 1974), гватемальский писатель, лауреат Нобелевской премии (1967).
- 1900 — Карел Павлик (убит в 1943), офицер армии Чехословакии, герой Сопротивления.

### XX век
- 1901 — Людо Ондрейов (ум. 1962), словацкий поэт и прозаик.
- 1904 — Илья Кибель (ум. 1970), советский математик, гидромеханик и метеоролог, член-корреспондент АН СССР.
- 1910
  - Фёдор Манайло (ум. 1978), украинский советский живописец.
  - Субраманьян Чандрасекар (ум. 1995), американский астрофизик индийского происхождения, нобелевский лауреат (1983).
- 1913
  - Винисиус ди Морайс (ум. 1980), бразильский поэт, автор-исполнитель, драматург и дипломат.
  - Васко Пратолини (ум. 1991), итальянский писатель-неореалист, антифашист.
- 1916
  - Эмиль Гилельс (ум. 1985), советский пианист, лауреат Ленинской премии.
  - Жан Доссе (ум. 2009), французский биолог, иммунолог, лауреат Нобелевской премии (1980).
- 1917 — Александр Сидоренко (ум. 1982), советский геолог.
- 1918 — Александр Галич (настоящая фамилия Гинзбург; ум. 1977), русский поэт, сценарист, драматург, автор-исполнитель песен.
- 1924 — Сергей Полежаев (ум. 2006), актёр театра и кино, заслуженный артист России.
- 1926 — Ольга Кознова (ум. 2014), режиссёр, сценарист, актриса, заслуженная артистка РСФСР.
- 1928 — Николай Матузов (ум. 2018), советский и российский юрист-правовед.
- 1929
  - Игорь Новиков (ум. 2007), советский пятиборец, двукратный олимпийский чемпион, 4-кратный чемпион мира.
  - Михаил Симонов (ум. 2011), генеральный конструктор ОКБ Сухого (с 1983), лауреат Ленинской премии (1976), Герой России.
- 1931 — Джон Ле Карре (настоящее имя Дейвид Джон Мур Корнуэлл) (ум. 2020), английский писатель детективного жанра.
- 1939
  - Владимир Арлазаров, российский учёный в области системного программирования, теории игр и искусственного интеллекта.
  - Вячеслав Клыков (ум. 2006), советский и российский скульптор, лауреат Государственной премии СССР (1982).
- 1940 — сэр Майкл Гэмбон (ум. 2023), ирландско-английский актёр.
- 1941 — Жанна Болотова, актриса театра и кино, народная артистка РСФСР.
- 1944
  - Якоб Келленбергер, швейцарский дипломат, президент Международного Комитета Красного Креста (МККК) (2000—2012).
  - Джордж Маккрей, американский певец, исполнитель соул и диско.
  - Питер Тош (ум. 1987), ямайский музыкант, один из ведущих исполнителей в стиле регги.
  - Виктор (Пьянков), (ум. 2025) епископ Подольский, викарий Московской Епархии Русской Православной Церкви.
- 1945 — Джон Литгоу, американский актёр, обладатель двух премий «Золотой глобус» и др. наград.
- 1946 — Кит Рид, британский поэт, автор текстов песен рок-группы «Procol Harum».
- 1952
  - Вероника Кастро, мексиканская актриса, певица и телеведущая.
  - Елена Щербакова, советская и российская балерина, балетмейстер, педагог, художественный руководитель Ансамбля народного танца имени Игоря Моисеева.
- 1953 — Ван И, китайский государственный деятель, министр иностранных дел КНР.
- 1962
  - Валерий Брошин (ум. 2009), советский и российский футболист.
  - Эвандер Холифилд, американский боксёр-профессионал, выступавший в тяжёлой весовой категории.
- 1965 — Николай Платошкин, российский дипломат, историк, политолог, политик, общественный деятель.
- 1966 — Джон Фавро, американский актёр, кинорежиссёр.
- 1969
  - Трей Паркер, американский актёр, кинорежиссёр, сценарист, аниматор, один из создателей сериала «Южный Парк», обладатель премий «Эмми», «Грэмми» и др. наград.
  - Эрвин Санчес, боливийский футболист и тренер.
- 1970 — Нурия Мера-Бенида, алжирская спортсменка, олимпийская чемпионка в беге на 1500 м (2000).
- 1972
  - Людмила Соколова, российская певица и актриса.
  - Pras (наст. имя Праказрел Самюэль Мишель), американский рэпер, один из участников хип-хоп-группы The Fugees, актёр, музыкальный продюсер.
- 1973 — Хишам Арази, марокканский теннисист.
- 1975 — Хильде Герг, немецкая горнолыжница, олимпийская чемпионка и чемпионка мира.
- 1978
  - Энрике Бернольди, бразильский автогонщик, участник «Формулы-1».
  - Руслан Чагаев, узбекский боксёр-тяжеловес, двукратный чемпион мира среди любителей, бывший чемпион мира по версии WBA.
- 1980
  - Катя Гордон, российская теле- и радиоведущая, писательница, блогер.
  - Катя Херберс, голландская актриса кино и телевидения, исполнительница.
- 1981 — Хейкки Ковалайнен, финский автогонщик, экс-пилот «Формулы-1».
- 1983
  - Владимир Габулов, российский футболист.
  - Ребекка Фергюсон, шведская актриса кино и телевидения.
- 1984 — Данка Бартекова, словацкая спортсменка, выступающая в стендовой стрельбе.

## Скончались

### До XIX века
- 1216 — Иоанн Безземельный (р. 1167), король Англии (с 1199), младший (четвёртый) сын Генриха II и Алиеноры Аквитанской.
- 1723 — Годфри Неллер (р. 1646), немецкий художник, придворный портретист пяти английских монархов.
- 1745 — Джонатан Свифт (р. 1667), английский писатель.
- 1783 — князь Александр Михайлович Голицын (р. 1718), российский генерал-фельдмаршал.

### XIX век
- 1806 — Генри Кирк Уайт (р. 1785), английский поэт.
- 1810 — Жан-Жорж Новер (р. 1727), французский хореограф, реформатор балета.
- 1813 — погиб Юзеф Понятовский (р. 1763), польский генерал, маршал Франции.
- 1826 — Франсуа-Жозеф Тальма (р. 1763), французский актёр, реформатор театрального искусства.
- 1851 — Мария Тереза Французская (р. 1778), королева Франции (в 1830), дочь короля Людовика XVI и Марии Антуанетты.
- 1897 — Джордж Пульман (р. 1831), американский изобретатель и промышленник, создатель знаменитых спальных вагонов.

### XX век
- 1909 — Чезаре Ломброзо (р. 1835), итальянский психиатр и антрополог.
- 1920 — Джон Рид (р. 1887), американский журналист, один из организаторов коммунистической партии США.
- 1931 — Георг Энгель (р. 1866), немецкий писатель, драматург, сценарист и литературный критик.
- 1935 — Анна Елизарова-Ульянова (р. 1864), русская революционерка, советский государственный и партийный деятель, старшая сестра В. И. Ленина.
- 1936 — Лу Синь (р. 1881), китайский писатель, основоположник современной китайской литературы.
- 1937 — Эрнест Резерфорд (р. 1871), британский физик, лауреат Нобелевской премии по химии (1908).
- 1938 — Борис Житков (р. 1882), русский советский писатель и путешественник, детский писатель.
- 1943 — Камилла Клодель (р. 1864), французский скульптор и художник-график, старшая сестра поэта Поля Клоделя.
- 1952 — Владимир Кистяковский (р. 1865), русский советский физико-химик, академик АН СССР.
- 1963 — Владимир Лепко (р. 1898), актёр Московского театра сатиры, народный артист РСФСР.
- 1964
  - Сергей Бирюзов (р. 1904), Маршал Советского Союза, начальник Генштаба (1963—1964).
  - Эббе Шварц (р. 1901), датский футбольный функционер, первый президент УЕФА (1954—1962).
- 1975 — Иосиф Бокшай (р. 1891), украинский живописец, народный художник СССР.
- 1984 — Анри Мишо (р. 1899), французский поэт и художник.
- 1986
  - Олдржих Липский (р. 1924), чешский кинорежиссёр, актёр и сценарист.
  - погиб Самора Машел (р. 1933), первый президент Мозамбика (1975—1986).
- 1995 — Дон Черри (р. 1936), американский джазовый трубач.
- 1999 — Натали Саррот (р. 1900), французская писательница русского происхождения.
- 2000 — Юрий Буртин (р. 1932), русский литературный критик, публицист, историк, диссидент.

### XXI век
- 2001 — Александр Аронов (р. 1934), советский и российский поэт, журналист.
- 2002
  - Мануэль Альварес Браво (р. 1902), выдающийся мексиканский фотограф.
  - Николай Рукавишников (р. 1932), советский космонавт, дважды Герой Советского Союза.
- 2003
  - Георгий Владимов (наст. фамилия Волосевич; р. 1931), русский писатель и литературный критик.
  - Нелло Пагани (р. 1911), итальянский авто и мотогонщик. Первый чемпион мира по шоссейно-кольцевых мотогонок MotoGP в классе 125 сс
- 2013 — Жорж Декриер (р. 1930), французский актёр театра и кино.
- 2016 — Иветт Шовире (р. 1917), французская прима-балерина, педагог.
- 2017 — Умберто Ленци (р. 1931), итальянский кинорежиссёр.
- 2018 — Осаму Симомура (р. 1928), японско-американский химик и биолог, лауреат Нобелевской премии по химии (2008).
- 2020
  - Вацловас Даунорас (р. 1937), литовский и советский оперный певец, народный артист СССР (1986).
  - Феодосий (р. 1933), епископ Православной церкви в Америке; с 1977 по 2002 год — её предстоятель.
- 2023
  - Анфиса Резцова (р. 1964), советская и российская лыжница и биатлонистка, неоднократная чемпионка мира и Олимпийских игр.
  - Ацуси Сакураи (р. 1966), японский певец и музыкант, прежде всего известный, как вокалист группы BUCK-TICK, бывший ударником с (1983—1985).

## Приметы
Фомин день.
- На Фому горбушка хлебная тому, кто здоровьем слаб[11].
- Фома ломит закрома, все бери задарма.
- Последние кучевые облака на небе.
- Если нет ветра — к похолоданию[12].